# Leo Reiffenstein

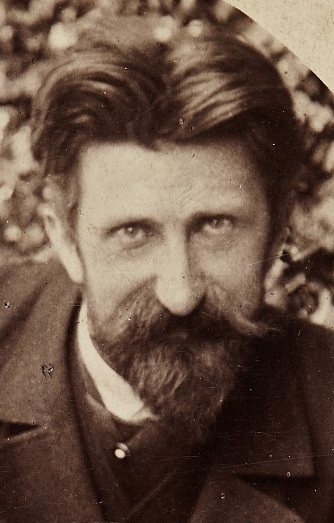
Leo Reiffenstein (1895)

Leo Reiffenstein (* 27. Juli 1856 in Wien; † 5. Januar 1924 in Salzburg) war ein österreichischer Historien-, Landschafts- und Porträtmaler.

## Leben
Reiffenstein war ein Sohn des aus Kölleda bei Erfurt in Thüringen eingewanderte Malers, Lithografen und Betreibers einer Kunstdruckanstalt, Gottlieb Benjamin Reiffenstein (10. September 1822 – 27. März 1885). Sein Bruder Bruno (1868–1951) war ein Fotograf und Fotoverleger und sein Bruder Paul Reiffenstein (1858–1897) war Genre- und Landschaftsmaler.
Reiffenstein besuchte zunächst das Leopoldstädter Communal-Realgymnasium, in dem zu dieser Zeit auch Sigmund Freud Schüler war, nach dem die Schule später benannt wurde. Er studierte von 1871 bis 1876 bei August Eisenmenger an der Akademie der Bildenden Künste Wien. Nach dem Studium wurde er Mitarbeiter in den Ateliers von Hans Makart und Heinrich von Angeli. Am 13. Oktober 1876 wurde Reiffenstein in der technischen Malklasse der Akademie der Bildenden Künste München immatrikuliert. Seit 1880 stellte er seine Werke im Wiener Künstlerhaus aus und nahm 1901 mit seinem Gemälde Ein Gastmahl des Heliogabal an der Großen Berliner Kunstausstellung des Vereins Berliner Künstler teil.
1882 wurde Reiffenstein Mitglied vom Künstlerhaus Wien. 1885 wurde sein Genrebild Disputation von den Sammlungen des Kaisers Franz Joseph I. erworben. Ab 1893 wohnte er aus gesundheitlichen Gründen in der Sommervilla der Familie in Mondsee im Salzkammergut. Im Jahr 1896 ließ er sich in Salzburg nieder und bezog ein Atelier im Schloss Mirabell. Seitdem widmete er sich hauptsächlich der Landschaftsmalerei.

## Familie
Reiffenstein war mit Maria (geborene Zachariae) verheiratet und hatte fünf Söhne, darunter:
- Manfred Reiffenstein (1894–1986), wurde Maschinenbauingenieur.
- Paul Reiffenstein (1899–1969)
- Ingomar Reiffenstein, war Verwalter des Fotonachlasses seines Onkels Bruno, und wurde wie dieser Berufsfotograf.

Ingo Reiffenstein (1928–2023), Altgermanist und Universitätsprofessor, war sein Enkel.

## Werke (Auswahl)

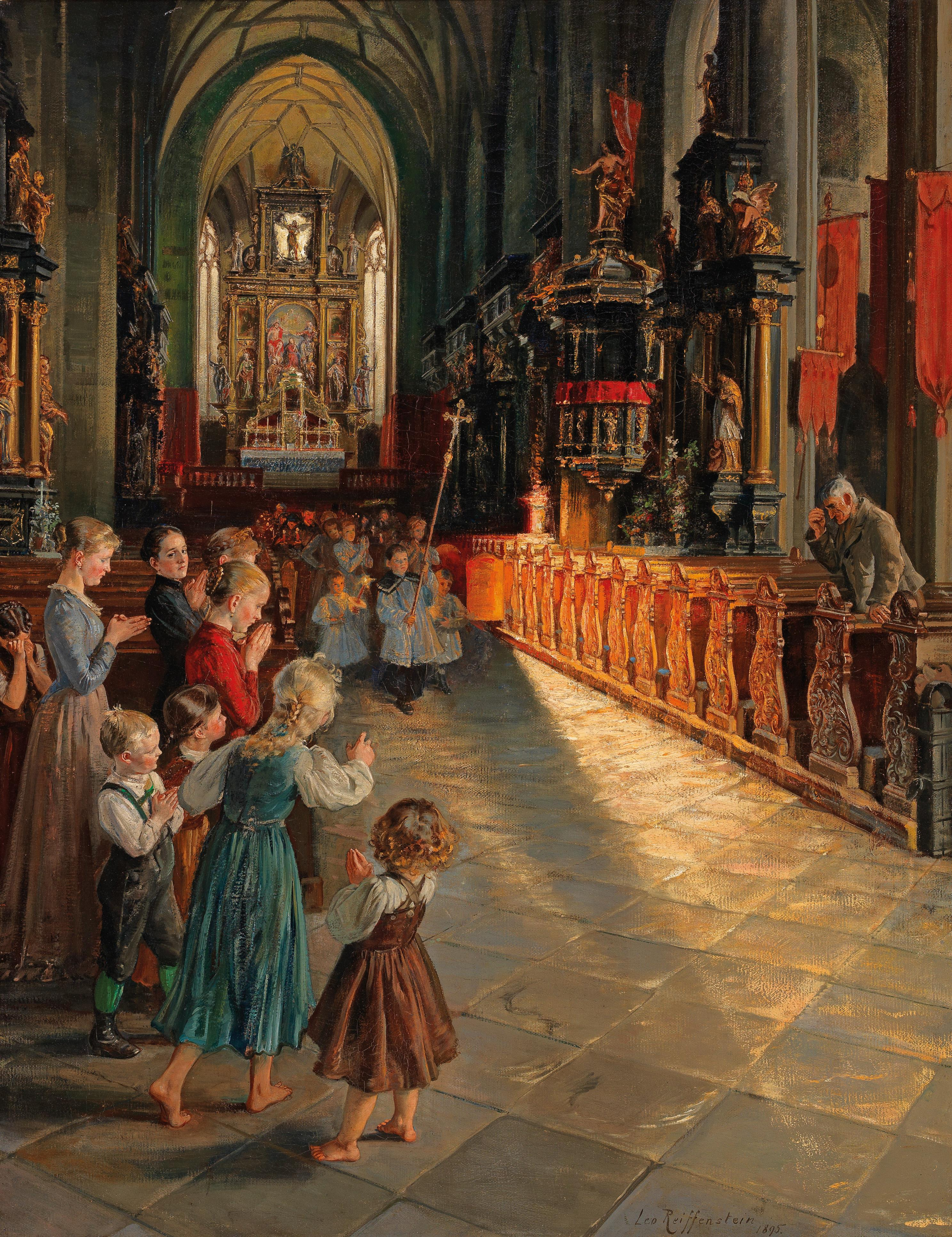
Inneres der Kirche zu Mondsee

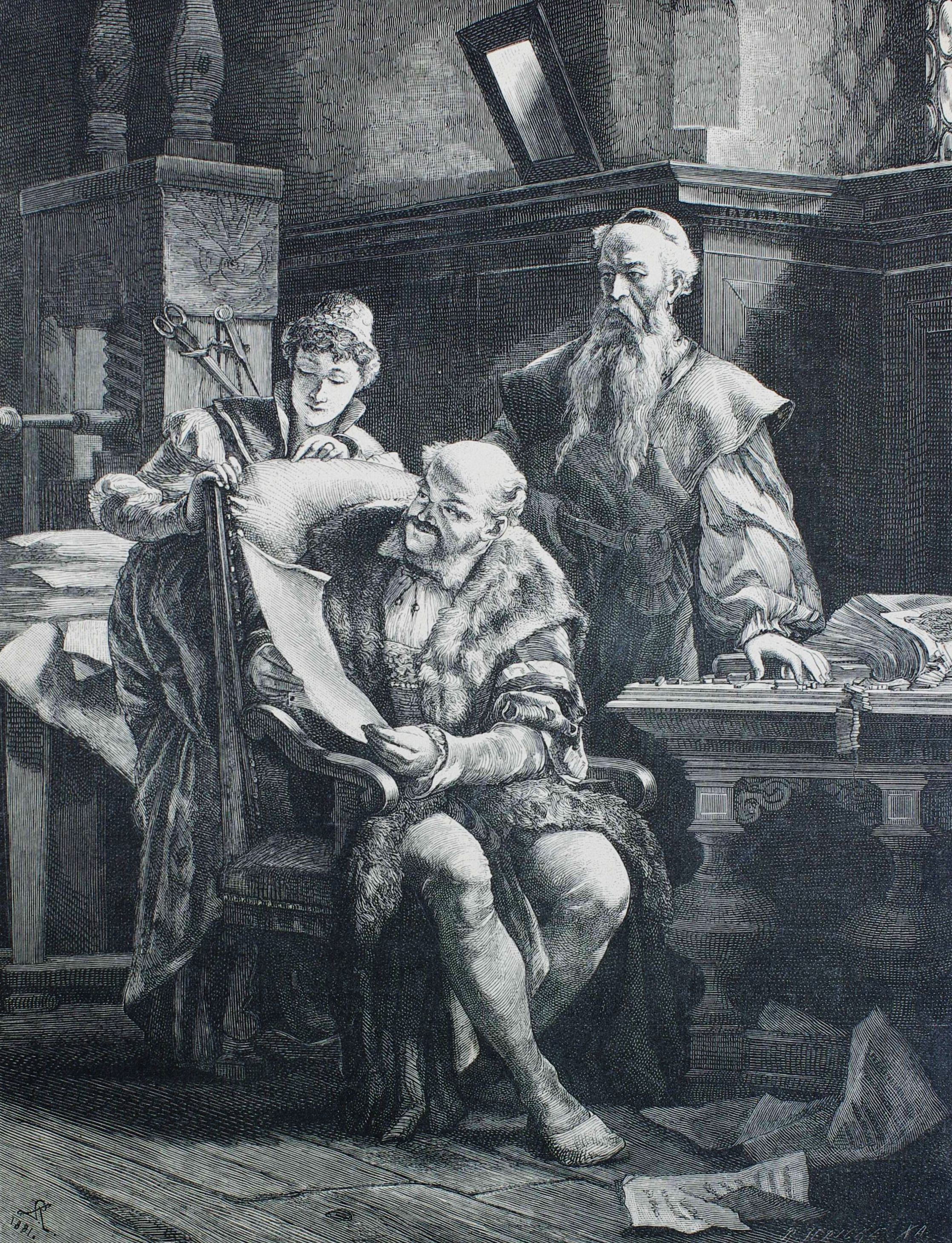
Gutenberg und Fust

Reiffenstein befasste sich zunächst mit geschichtlichen Themen.
- Wandgemälde in der Kirche Neulengbach bei Wien
- Der Doge Leonardo Loredano wird nach der gegen Ludwig XII. verlorenen Schlacht von Agnadello (14. Mai 1509) von seiner Tochter getröstet (um 1880)
- Kaiser Maximilians Brautfahrt
- Gutenberg und Fust (Galerie Bremen, Der erste Druckbogen. Gutenberg zeigt Fust das erste gedruckte Blatt)[8]
- 1883: Krönung Friedrichs II. in Palermo (Internationale Kunstausstellung im Königlichen Glaspalaste in München, kam in die Galerie Halle)[9]
- Vorlesung bei Hans Sachs (um 1886)
- 1906: Schloss Mirabell mit Parkanlage

Aquarelle
- Das Ei des Columbus (um 1884)
- 1893: Frühmesse und Frühlings-Sonate (Ausstellung des Aquarellisten-Clubs der Genossenschaft der Bildenden Künstler Wiens)
- 1895: Zuflucht, im Hausflur, Feiertag und Ostern (Ausstellung des Aquarellisten-Clubs der Genossenschaft der Bildenden Künstler Wiens)